# 1903–1904-es Challenge Kupa
Az 1903–1904-es Challenge Kupa volt a sorozat hetedik kiírása. A kupát a címvédő Wiener AC nyerte, a magyar és cseh csapatok visszalépése miatt nemzetközi döntő nélkül.

## Mérkőzések

### Ausztria

#### Első kör
| 1903. november 15. |

| Graphia | 10–1 | FC Baden |
| ------- | ---- | -------- |
|         |      |          |

|  |

| 1904. március 13. |

| AC Victoria | végeredmény ismeretlen | Viehhofen |
| ----------- | ---------------------- | --------- |
|             |                        |           |

|  |

#### Elődöntő
A mérkőzések végeredménye egyelőre ismeretlen, csupán annyit tudni, hogy a WAC és a Cricketer jutott tovább.
| 1904 |

| Wiener AC | – | Graphia |
| --------- | - | ------- |
|           |   |         |

|  |

| 1904 |

| AC Victoria vagy Viehhofen | – | Vienna Cricket FC |
| -------------------------- | - | ----------------- |
|                            |   |                   |

|  |

#### Döntő
| 1904. április 10. |

| Wiener AC | 7–0 | Vienna Cricket FC |
| --------- | --- | ----------------- |
|           |     |                   |

|  |

### Csehország
A mérkőzésről nincsenek adatok, valószínűleg nem játszották le a csapatok visszalépése miatt.
|  |

| CAFC Vinohrady | – | Union Prag |
| -------------- | - | ---------- |
|                |   |            |

|  |

### Magyarország
A  33 FC volt az egyetlen nevező, így mérkőzések nélkül jutott a cseh győztes elleni elődöntőbe, azonban úgy tűnik, még előtte visszalépett.

### Nemzetközi szakasz

#### Elődöntő
A mérkőzést valószínűleg sosem játszották le a cseh és magyar csapatok visszalépése miatt.
|  |

| CAFC Vinohrady vagy Union Prag | – | 33 FC |
| ------------------------------ | - | ----- |
|                                |   |       |

|  |

#### Döntő
A cseh és magyar csapatok visszalépése miatt nemzetközi döntőre nem került sor, a  Wiener AC  az osztrák tornával együtt a kupát is megnyerte (a rendelkezésre álló adatok alapján úgy tűnik, a mérkőzés megrendezésekor már tudni lehetett a visszalépésekről).